# Самухський район

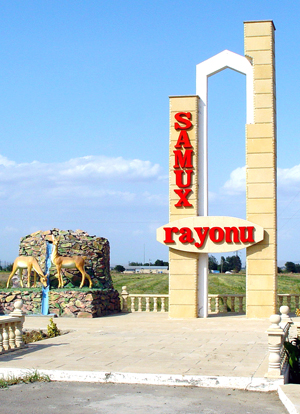
Дорожній знак на в'їзді в Самухський район

Самухський район (азерб. Samux rayonu) — один із 66 районів Азербайджану. Розташований на північному заході країни й належить до Гянджіно-Казахського економічного району. Межує з районами Горанбоя, Гейгель, Шамкір, Товуз, Гахском, Євлах, містами Гянджа і Кахетії регіону Грузії. Столицею і найбільшим містом є Самух. Станом на 2020 рік населення району становило 58 800 осіб.

## Історія
Назва «Самух» походить від кавказького албанського слова, що означає «місце лісового полювання». Споріднений термін, Самоніс, використовується для позначення цієї території на карті Кавказу Птолемея 2 століття до нашої ери. Навколо міста Самукс є кургани бронзової доби.
Як адміністративна одиниця, у 1930 році утворено Самухський район з центром у селищі Гарачайли. Однак у 1954 році будівництво Мінгечевірської ГЕС зробило регіон недоцільним як адміністративну одиницю, і Самухський район було ліквідовано, а його територія після цього потрапила до розширеного Сафаралієвського району. Сам Сафаралієвський район був відокремлений від Гянджабасара 24 січня 1940 року Указом Верховної Ради Азербайджанської РСР № 11. У 1959 році Сафаралієвський район був ліквідований. Після здобуття Азербайджаном незалежності Самухський район було повернено, згідно з указом № 72 Національної Ради Верховної Ради Азербайджану від 18 лютого 1992 року. Його адміністративний центр, селище Сафаралієв, 31 грудня 1992 року було перейменовано в Nəbiağalı, а потім знову перейменовано в Самукс у 2008 році.

## Населення
На початок 2017 року чисельність населення області становила 57,1 тис. осіб, з них 21,4 тис. — міське, 35,5 тис. — сільське. У 2018 році загальна чисельність населення зросла на 0,6 тис. осіб і становила 57,7. На початок 2018 року 28,9 тис. або 49,6 % від загальної кількості населення становлять чоловіки, 28,8 тис., або 50,4 % — жінки.
| Районний           | 2000 рік | 2001 рік | 2002 рік | 2003 рік | 2004 рік | 2005 рік | 2006 рік | 2007 рік | 2008 рік | 2009 рік | 2010 рік | 2011 рік | 2012 рік | 2013 рік | 2014 рік | 2015 рік | 2016 рік | 2017 рік | 2018 рік |
| ------------------ | -------- | -------- | -------- | -------- | -------- | -------- | -------- | -------- | -------- | -------- | -------- | -------- | -------- | -------- | -------- | -------- | -------- | -------- | -------- |
| Самухський район   | 49,9     | 50,2     | 50,4     | 50,7     | 50,9     | 51,4     | 51,9     | 52,4     | 52,8     | 53,6     | 54,0     | 54,6     | 55,0     | 55,6     | 56,3     | 55,6     | 56,4     | 57,1     | 57,7     |
| міського населення | 12,4     | 12,9     | 13,3     | 13,7     | 17,9     | 18,4     | 18,8     | 19,3     | 19,7     | 20,3     | 20,5     | 20,7     | 20,8     | 21,1     | 21,3     | 20,6     | 21,0     | 21,4     | 21,6     |
| сільське населення | 37,5     | 37,3     | 37,1     | 37,0     | 33,0     | 33,0     | 33,1     | 33,1     | 33,1     | 33,3     | 33,5     | 33,9     | 34,2     | 34,5     | 35,0     | 35,0     | 35,4     | 35,7     | 36,1     |

Також в області перебувають 1860 біженців. За переписом населення 97,88 % населення складають азербайджанці, 0,07 — росіяни, 0,54 — турки, 1,40 — курди, а решта належать до інших етнічних груп. 

## Географія

### Природа
Такі рідкісні дерева, як Ельдарська груша і Гум-дерево, ростуть прямо на скелях, а не на солончаках. Дерева ростуть лише на площі 392 га в Самуху. Ельдарська сосна[перевірити] виділяє багато кисню, тому корисна для тих, у кого астма.

### Державний заповідник
Заповідник «Ельдар Шами» створений для охорони унікальної та ендемічної популяції рідкісних ельдарських сосен.

## Історичні пам'ятки та спадщина
У Самуху знайдено багато відомих курганів. Вони належать до бронзової/кам'яної доби. Також тут є відомі природні пам'ятники-старі дерева, вік яких може перевищувати тисячоліття (1000 років). Одне з дерев названо Дюлдул на честь коня Імама Алі. Однією з історичних пам'яток регіону є гробниця Імамзаде (VIII ст.), висота якої сягає 12 м, і «вежа Короглу».
Інші експонати можна знайти в Центрі Гейдара Алієва, побудованому у 2007 році. До складу Центру входять 12 будинків культури, 14 клубів, 34 бібліотеки, 3 дитячі музичні школи.

## Основні галузі регіону
Самухський район має добре розвинений перший сектор (фермерство). Цей регіон благодатний для вирощування зернових, тваринництва та плодівництва. Налічується понад 200 теплиць, що займають 61,3 га площі регіонів. Понад 5 000 000 кг фруктів і овочів вирощуються та імпортуються в країни колишнього Радянського Союзу.
На цій території будуються заводи та агропромислові підприємства, такі як: Товариство з обмеженою відповідальністю «АКРО ДАІРІ», тваринницький комплекс «Боз гора», ТОВ «Улдуз 2011», ТОВ «Карабаський край МКТ», ТОВ «Регіон Агро».